# Целминьш, Густавс
Гу́ставс Адо́льф Це́лминьш (латыш. Gustavs Celmiņš, 1 апреля 1899, Рига — 10 апреля 1968, Сан-Антонио) — латвийский политик, идеолог национализма, лидер националистических организаций «Угунскрустс» и «Перконкрустс», в конце жизни — советолог в США.

## Образование
Густавс Целминьш родился в Риге в 1899 году. Учился в Рижском коммерческом училище, которое окончил уже после его эвакуации в Москву. Там же в 1917 году начал учёбу в эвакуированном туда же Рижском политехническом институте, но не окончил курса из-за перехода власти к большевикам.
После Октябрьской революции вернулся в Латвию, где в 1929 году защитил кандидатскую диссертацию в Латвийском университете по филологии и философии.

## Начало военно-политической карьеры
В 1918 году зачислен во вновь созданную латвийскую армию вместе с соратником Оскара Калпака Николаем Грундманисом, с которым они впоследствии также стали основателями студенческой корпорации «Селония» (Selonija). Они первыми вывесили латвийский национальный флаг на здании университета (тогда это было здание Политехнического института). Направился в Цесис, где участвовал в формировании Цесисской роты. Начал службу рядовым, 22 мая 1919 года был повышен до прапорщика.
Участвовал в боях за независимость Латвии, в августе 1919 года получил звание лейтенанта. В январе 1920 года был назначен заместителем военного атташе Латвии в Польше. В 1921 году был награждён орденом Лачплесиса.
Ушёл из армии в 1924 году, работал в Министерстве иностранных дел с 1925 по 1927 год. Стал секретарём министра иностранных дел Латвийской Республики, а затем работал в Министерстве финансов Латвии (1930—1932 гг.). Оба раза был уволен по политическим мотивам.

## Идеологлатышского национализма
Густав Целминьш искал способы увеличить свою роль в государственной политике, присоединившись к «Национальному объединению» (Nacionālā apvienība) во главе с Арведом Бергсом, основоположником латвийского национального консерватизма и «интеллектуального» антисемитизма. Несмотря на быстрый рост популярности этой силы, Целминьш понимал, что Бергсу не хватает радикализма.
После выборов IV Сейма, на которых Бергс не смог получить депутатского мандата, Целминьш решил взяться за дело сам и создать собственную организацию. 5 ноября 1931 года состоялось первое собрание организации, получившей название «Угунскрустс/Ugunskrusts» («Огненный крест», так называется латышский символ свастики). Собрание организовал Янис Гребле с целью объединить бывших членов Латышского национального клуба. На собрании было решено создать организацию «Объединение латышского народа» (Latviešu Tautas Apvienība). По предложению Густава Целминьша к этому наименованию присоединили слово «Угунскрустс». Устав общественной организации был зарегистрирован Рижским окружным судом 19 января 1932 года.
В 1932 году он стал главой фашистского движения «Угунскрустс/Ugunskrusts»), которое после запрета было преобразовано в 1933 году в «Перконкрустс/Pērkonkrusts» (их формой были серые рубашки), запрещённую в 1934 году, но продолжавшую свою деятельность нелегально. Обе организации ставили целью национальную революцию для радикальной реорганизации общества, политики и экономики в Латвии с превращением её в государство латышей, беря за идеологическую основу итальянский фашизм и испанский фалангизм, отказываясь при этом от социалистических элементов в германском национал-социализме. По его словам:

В латышской Латвии вопрос о меньшинствах не будет существовать… Это означает, что мы безоговорочно отказываемся от буржуазно-либеральных предрассудков по национальному вопросу, отказываемся от исторической, гуманистической, или других ограничений в достижении единственной истинной цели — блага народа Латвии. …Мы считаем, что единственным местом в мире, где могут жить латыши, является Латвия… Одним словом, в латышской Латвии будут только латыши.
6 января 1934 года в центре Риги в кафе на улице Бривибас произошло жестокое столкновение между перконкрустовцами и летучим отрядом рижской префектуры. После этого полиция изъяла из киосков прессы свежий номер газеты этой партии, в котором «Перконкрустс» обрушился с клеветой на членов правительства, принадлежавших к правым партиям. Густав Целминьш был арестован 8 января. 30 января 1934 года решением Рижского окружного суда «Перконкрустс» был закрыт, а 2 февраля комиссия Сейма потребовала изгнать его сторонников «Перконкрустса» из айзсаргов. Впоследствии Целминьш отмечал, что в 1930-х годах «каждый расово здоровый и национально ориентированный латыш» мог видеть упадок парламентской системы и вседозволенность в обществе, которые и привели к необходимости появления Перконкрустса.
После авторитарного переворота Карлиса Улманиса Целминьш обвинял диктатора в том, что тот украл его лозунг «Латышская Латвия», но не имеет плана радикальной реорганизации общества — в отличие от Бергса, который приветствовал приход «долгожданного национально-патриархального авторитарного режима». Попытки найти консенсус между Улманисом, Целминьшем и Бергсом ещё до переворота потерпели неудачу из-за слишком различных взглядов этих людей. «Перконкрустс» не собирался сотрудничать с авторитарным режимом и ушёл в подполье. Несмотря на то, что в планах «Перконкрустса» не было захвата власти, Целминьш и 128 его сподвижников в 1934 году были арестованы и приговорены к различным срокам заключения, от 4 месяцев до трёх лет. Целминьш был приговорён к максимальному сроку за антигосударственную деятельность. Обвинительное заключение гласило: «за членство в незаконной организации, занимающейся подстрекательством к неповиновению законным требованиям государственных органов… с целью свержения Латвийского национального правительства и существующего кабинета и захвата государственной власти в свои руки».
После отбытия наказания в 1937 году Целминьш был выслан из Латвии. Жил в Италии, откуда выезжал в Польшу, Венгрию, Румынию, Югославию, Турцию, Германию и Эстонию, где имел интенсивные контакты с другими фашистами. В Румынии встречался с Кодряну и его «Железной гвардией», обсуждая с ним создание международной фашистской сети с центром в Швейцарии. В Цюрихе прочитал в 1938 году лекцию перед участниками национал-социалистического «Национального фронта» (Nationale Front) и опубликовал статью о «Перконкрустсе» в газете этой партии «Фронт» (Die Front). Целминьш чувствовал сильное сходство между своей организацией и национал-социалистами Швейцарии и Румынии. По данным латвийской политической полиции, Целминьш даже развивал контакты с некоторыми кругами германских национал-социалистов, но отверг их предложение о финансовой помощи, так как хотел был независимым.
В 1938 году Целминьш писал: «Когда Германия учредит новую Европу, тогда в ней не останется ни одного еврея».
В конце 1938 года он перебрался в Финляндию, где его давние контакты с маршалом Карлом Густавом Маннергеймом привели его на должность адъютанта капитана Бертила Нордлунда, командира подразделения Sisu, набиравшего иностранных добровольцев во время советско-финляндской войны.

## Сотрудничество с нацистами
После окончания финской войны Целминьш переехал в нацистскую Германию, где после окончания Кёнигсбергской спецшколы абвера получил звание зондерфюрера. В Германии к нему присоединились Эвалд Андерсонс, Эдмунд Пуксис и Арвид Меллиньш.
В июле 1941 года, после начала операции «Барбаросса», он вместе с частями вермахта вернулся в Латвию. С 1 июля в Кулдиге организовывал местный отряд самообороны. Первые дискриминирующие (запрет торговли) и репрессивные (аресты, при проведении которых были и первые жертвы) меры против евреев Кулдиги были приняты именно по приказу Целминьша.
10 июля отправился в Ригу, где возглавил восстановленный «Перконкрустс». Это была единственная латышская организация, которой немецкие оккупанты разрешили действовать открыто. Во многих городах Латвии и муниципалитетах её активисты выдвинулись в полицию, местные власти, в прессу.
Целминьш сотрудничал с немецкими властями, рассчитывая на создание латышских военных формирований и восстановление независимости Латвии. По его личному приказу 4 июля 1941 года за оказание медицинской помощи раненым защитникам Лиепаи в Кулдиге был расстрелян главный врач Кулдигской больницы Александр Швангерадзе и санитары Вера Гацевич, Арнольд Инсберг-Шванс и Эрнест Тинтас. (Впоследствии в Кулдиге в память о Швангерадзе была установлена мемориальная доска.)
С февраля 1942 года он возглавлял «Главный комитет по организации латышских добровольцев» (латыш. Latviešu brīvprātīgo organizācijas galvenā komiteja), основной функцией которого была вербовка латвийских мужчин для латвийских «Батальонов вспомогательной полиции» (нем. Schutzmannschaften) и в «команду Арайса», позже вошедших в состав Латышского легиона СС. Помимо участия в боевых действиях, эти батальоны использовались в антипартизанских операциях в Латвии, России и Беларуси и в массовых убийствах евреев. Но это было не совсем то, чего желал Целминьш, и он начал саботировать усилия по набору персонала, из-за чего был понижен в должности до незначительного клерка в оккупационной администрации.
Весной 1944 года он был арестован гестапо за антинемецкие публикации в выпускаемой им подпольной газете «Свободная Латвия» (латыш. Brīvā Latvija). Был заключён в концлагерь Флоссенбюрг, а затем в Дахау в статусе привилегированного политического заключённого. Был освобождён армией США 5 мая 1945 года.

## Послевоенная деятельность
После освобождения переехал в Италию и возобновил в Риме выпуск своей газеты.
В 1949 году он перебрался в США. Поселился в штате Техас, где с 1950 по 1952 год работал военным инструктором в университете в Сиракузах (штат Нью-Йорк), позже стал библиотекарем в Тринити-колледже в Сан-Антонио (штат Техас).
Он также работал директором программы иностранных языков для ВВС США, и выступал на телевидении с лекциями о СССР и коммунизме. В 1959 году его приняли на работу профессором в «Центре русских исследований» при университете Святой Марии в Сан-Антонио в качестве специалиста-советолога.

## Последователи
В настоящее время в Латвии функционирует «Центр Густава Целминьша» — организация латышских национал-радикалов, задачей которой, согласно уставу, является «пропаганда идеалов Целминьша».

### Книги и статьи Густавса Целминьша
- Густавс Целминьш. «Eiropas krustceļos» («На перекрёстках Европы») (1947) (автобиографическая книга) (латыш.)